# Deivydas Matulevičius
Deivydas Matulevičius (Alytus, 8 april 1989) is een Litouws voetballer die bij voorkeur als centrumaanvaller speelt.

## Carrière
Matulevičius startte zijn carrière bij FK Interas Visaginas. Na een buitenlands avontuur bij het Poolse Odra Wodzisław keerde Matulevičius in 2011 terug naar Litouwen, waar hij voor FK Žalgiris tekende. In 2011 werd hij met 19 doelpunten topschutter van de A Lyga. Matulevičius vertrok daarop een tweede keer uit de Litouwse competitie, wat hem naar Roemenië, Kazachstan, België, Schotland en Finland leidde. Met FK Žalgiris won hij in 2012 de Litouwse voetbalbeker, met Pandurii Târgu Jiu verloor hij in 2015 de finale van de Cupa Ligii.9
Matulevičius maakte zijn debuut voor Litouwen in 2012 in een vriendschappelijke wedstrijd tegen Rusland. Zijn eerste doelpunt scoorde hij een jaar later in een oefeninterland tegen Luxemburg.

## Clubstatistieken
| Seizoen | Club                  | Land       | Competitie           | Wed. | Doelp. |
| ------- | --------------------- | ---------- | -------------------- | ---- | ------ |
| 2007    | FK Interas Visaginas  | Litouwen   | A Lyga               | 15   | 1      |
| 2007    | FC Vilnius            | Litouwen   | A Lyga               | 10   | 2      |
| 2008    | FC Vilnius            | Litouwen   | A Lyga               | 0    | 0      |
| 2008/09 | Odra Wodzisław        | Polen      | Ekstraklasa          | 8    | 2      |
| 2009/10 | Odra Wodzisław        | Polen      | Ekstraklasa          | 9    | 0      |
| 2010/11 | Odra Wodzisław        | Polen      | I liga               | 0    | 0      |
| 2011    | FK Zalgiris           | Litouwen   | A Lyga               | 31   | 19     |
| 2012    | → KS Cracovia         | Polen      | Ekstraklasa          | 7    | 0      |
| 2012/13 | Pandurii Targu Jiu    | Roemenië   | Liga 1               | 31   | 10     |
| 2013/14 | Pandurii Targu Jiu    | Roemenië   | Liga 1               | 18   | 9      |
| 2014/15 | Pandurii Targu Jiu    | Roemenië   | Liga 1               | 20   | 5      |
| 2015    | Tobol Qostanay        | Kazachstan | Premjer Liga         | 13   | 0      |
| 2016    | FC Botosani           | Roemenië   | Liga 1               | 13   | 3      |
| 2016/17 | FC Botosani           | Roemenië   | Liga 1               | 13   | 3      |
| 2016/17 | Royal Excel Moeskroen | België     | Jupiler Pro League   | 15   | 4      |
| 2017/18 | Hibernian FC          | Schotland  | Scottish Premiership | 12   | 0      |
| 2017/18 | KuPS Kuopio           | Finland    | Veikkausliiga        | 6    | 0      |
| 2018/19 | Rapid Boekarest       | Roemenië   | Liga III             | 19   | 2      |
| Totaal  | Totaal                | Totaal     | Totaal               | 223  | 59     |

## Erelijst
| Litouwse voetbalbeker | 1x | 2011/12 |

| Individueel      |    |      |
| Topscorer A Lyga | 1x | 2011 |